# سیارک ۲۸۸۱
سیارک ۲۸۸۱ (به انگلیسی: 2881 Meiden، نامگذاری:1983AA1) دو هزار و هشتصد و هشتاد و یکمین سیارک کشف شده‌است که در ۱۲ ژانویه ۱۹۸۳ کشف شد.
قدر مطلق سیارک برابر ۱۳٫۴۰ است.